# Jeremy Savile
Savile, Jeremy o Jeremiah fou un compositor anglès del segle xvii, que restà actiu des de 1651 fins a 1667 o abans.
Va ser nomenat per John Playford entre els principals professors londinencs "For the Voyce or Viole" durant el Commonwealth (Musicall Banquet, 1651). És conegut com a compositor de cançons i glees i raonablement està ben representat en les antologies de peces d'aquest tipus que es van publicar a la segona meitat del segle xvii. Entre les seves primeres peces publicades es troben forces madrigals i algunes de les seves obres d'aquest gènere són clàssiques a Anglaterra.